# Biochemical Systematics and Ecology
Biochemical Systematics and Ecology is een biologisch tijdschrift. Het tijdschrift is in 1973 als Biochemical Systematics opgericht door Ernest Schoffeniels en Tony Swain. Sinds volume 2 (ook in 1973) verschijnt het tijdschrift onder zijn huidige naam. Elsevier publiceert jaarlijks elf nummers die samen een volume vormen. De hoofdredacteur is Monique Simmonds. 
Het tijdschrift richt zich op de toepassing van biochemie bij zaken die zijn gerelateerd met de systematische biologie van organismen (biochemische systematiek, chemotaxonomie) en richt zich op de rol van de biochemie in de interacties tussen organismen of tussen een organisme en zijn omgeving (biochemische ecologie). Er wordt gepubliceerd over alle organismen, maar over planten wordt het meest gepubliceerd. Het tijdschrift publiceert onderzoeksartikelen en overzichtsartikelen.  
In biologische literatuurverwijzingen wordt vaak de standaardafkorting 'Biochem. Syst. Ecol.' gebruikt. 